# حمض السيروتيك
حمض السيروتيك (أو حسب التسمية النظامية حمض الهكساكوسانويك) هو حمض كربوكسيلي له الصيغة الكيميائية C26H52O2، والتي يمكن كتابتها على الشكل CH3(CH2)24COOH. ويكون على شكل صلب له لون أبيض إلى بيج. ينتمي حمض السيروتيك إلى الأحماض الدهنية المشبعة.

## الوفرة الطبيعية
يوجد حمض السيروتيك طبيعياً برفقة حمض الميليسيك في شمع العسل بنسبة تتراوح بين 14–15 %. كما يوجد المركب أيضاً في شمع الخارنوبا وشمع مونتان والشمع الصيني؛ بالإضافة إلى وجوده في زيوت بعض النباتات المتفرقة.

## الخواص
يوجد المركب في الشروط القياسية على هيئة مادة صلبة، ذات لون أبيض إلى بيج، وهي غير منحلة عملياً في الماء، لكنها تذوب على الساخن في الإيثانول وفي الإيثر الإيثيلي والكلوروفورم.

## اقرأ أيضاً
- حمض دهني